# Kaapverdische rog
De Kaapverdische rog (Raja herwigi) is een vissensoort uit de familie van de Rajidae. De wetenschappelijke naam van de soort is voor het eerst geldig gepubliceerd in 1965 door Krefft.